# Prix Lumière/Bester Nachwuchsdarsteller

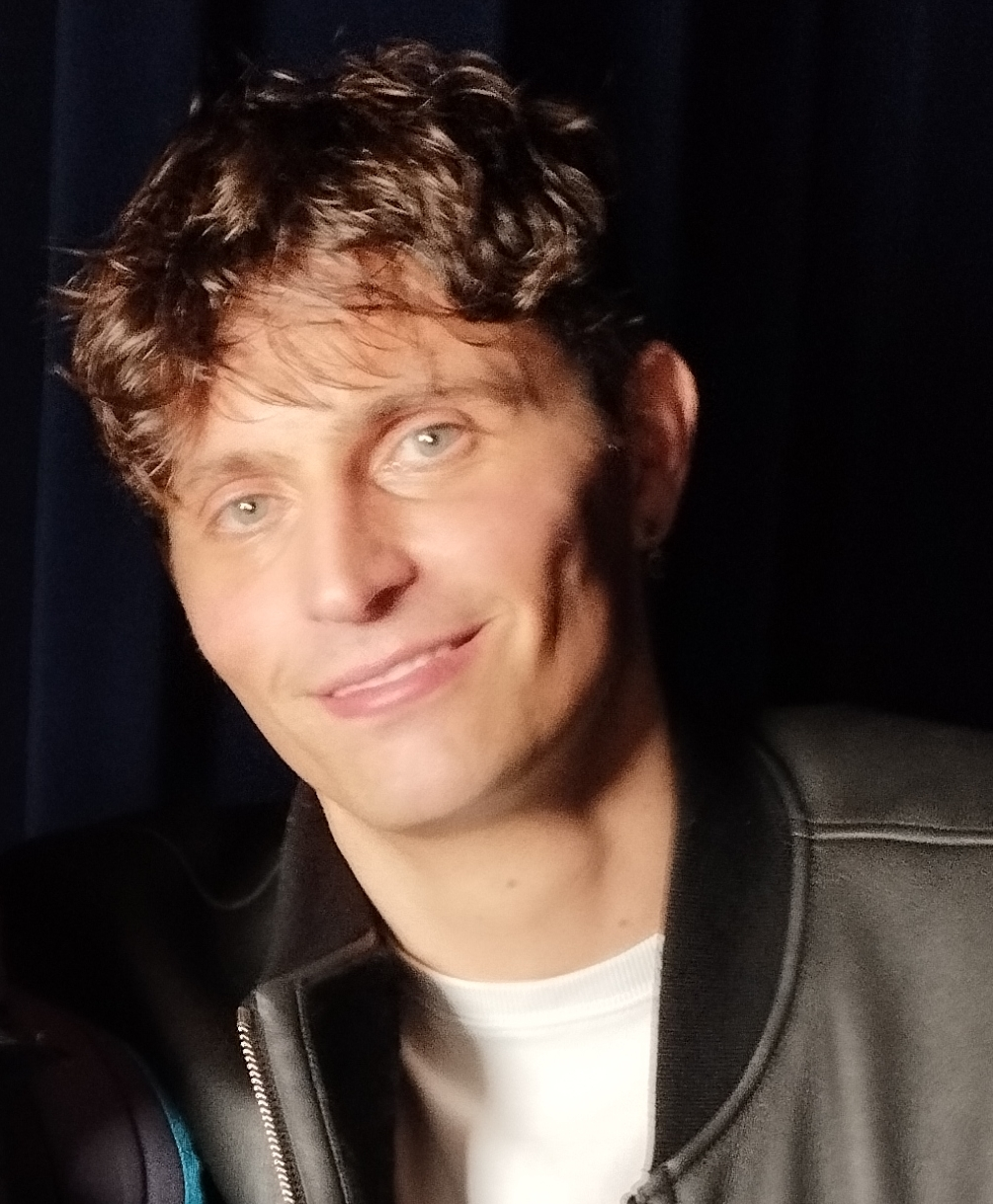
Preisträger 2024: Raphaël Quenard (Schrottplatzköter)

Der Prix Lumière in der Kategorie Bester Nachwuchsdarsteller (Meilleur espoir masculin) wird seit dem Jahr 2000 verliehen. Die französische Auslandspresse vergibt seit 1996 alljährlich ihre Auszeichnungen für die besten Filmproduktionen und Filmschaffenden rückwirkend für das vergangene Kinojahr.
In sechs Fällen stimmte der prämierte Nachwuchsdarsteller mit dem späteren César-Gewinner überein, zuletzt 2024 mit der Preisvergabe an Raphaël Quenard (Schrottplatzköter). Seriensieger blieben im Gegensatz zur Darsteller-Kategorie bisher aus.
| Jahr | Preisträger                     | Originaltitel                  | Deutscher Titel                         |
| ---- | ------------------------------- | ------------------------------ | --------------------------------------- |
| 2000 | Romain Duris                    | Peut-être                      | Peut-être                               |
| 2001 | Jalil Lespert*                  | Ressources humaines            | Der Jobkiller                           |
| 2002 | Abdel Halis                     | 17 rue Bleue                   | Blaue Straße, Nr. 17                    |
| 2003 | Gaspard Ulliel                  | Embrassez qui vous voudrez     | Küss mich, wenn du willst               |
| 2004 | Grégori Derangère*              | Bon voyage                     | Bon Voyage                              |
| 2005 | Damien Jouillerot               | Les fautes d’orthographe       | Das Alphabet des Lebens                 |
| 2006 | Johan Libéreau                  | Douches froides                | Kalte Duschen                           |
| 2007 | Julien Boisselier               | Je vais bien, ne t’en fais pas | Keine Sorge, mir geht’s gut             |
| 2008 | Jocelyn Quivrin                 | 99 francs                      | 39,90                                   |
| 2009 | Mohammed Bouchaïb               | Mascarades                     | Maskeraden                              |
| 2010 | Vincent Lacoste Anthony Sonigo  | Les beaux gosses               | Jungs bleiben Jungs                     |
| 2011 | Antonin Chalon                  | No et moi                      | k. A.                                   |
| 2012 | Denis Ménochet                  | Les adoptés                    | k. A.                                   |
| 2013 | Ernst Umhauer                   | Dans la maison                 | In ihrem Haus                           |
| 2014 | Raphaël Personnaz               | Quai d’Orsay Marius            | Wildes Treiben am Quai d’Orsay Marius   |
| 2015 | Kévin Azaïs*                    | Les combattants                | Liebe auf den ersten Schlag             |
| 2016 | Rod Paradot*                    | La tête haute                  | La tête haute                           |
| 2017 | Damien Bonnard                  | Rester vertical                | Haltung bewahren!                       |
| 2018 | Arnaud Valois                   | 120 battements par minute      | 120 BPM                                 |
| 2019 | Félix Maritaud                  | Sauvage                        | Sauvage                                 |
| 2020 | Alexis Manenti*                 | Les misérables                 | Die Wütenden – Les Misérables           |
| 2021 | Félix Lefebvre, Benjamin Voisin | Été 85                         | Sommer 85                               |
| 2022 | Thimotée Robart                 | Les magnétiques                | Die Magnetischen                        |
| 2023 | Dimitri Doré                    | Bruno Reidal                   | Bruno Reidal – Geständnis eines Mörders |
| 2024 | Raphaël Quenard*                | Chien de la casse              | Schrottplatzköter                       |
| 2025 | Clément Faveau                  | Vingt Dieux                    | Könige des Sommers                      |

* = Schauspieler, die für ihre Rolle später den César als bester Nachwuchsdarsteller des Jahres gewannen